# ジャン・シベリウス
ジャン・シベリウス（スウェーデン語: Jean Sibelius スウェーデン語発音: [ˈjɑːn siˈbeːliʉs, ˈʃɑːn -] ( 音声ファイル), 1865年12月8日 - 1957年9月20日）は、後期ロマン派から近代にかけて活躍したフィンランドの作曲家、ヴァイオリニスト。
フィンランドの最も偉大な作曲家であると広く認められており、同国が帝政ロシアからの独立を勝ち得ようともがく最中、音楽を通じて国民意識の形成に寄与したと看做されることも多い。

## 名前
スウェーデン系であり、出生時の洗礼名はヨハン・ユリウス・クリスチャン (Johan Julius Christian)だった。1990年代になってシベリウスの本当の（受洗時の）名前の順がヨハン・クリスティアン・ユリウスであることが判明した。彼自身がヨハン・ユリウス・クリスティアンという順を用いており、大半の文献もこれに倣っている。
名前は「ヤン」と表記されることもあるが、フランス語固有の綴りの名前であるため本項では「ジャン」とする。親しい者からはヤンネ (Janne) と呼ばれていたが、貿易商であった叔父がフランス語風にジャンと自称したのに倣い、彼も学生時代以降はずっとジャンと名乗った。

## 人物
作品の主軸をなすのは7曲の交響曲であり、それらは他の主要作品と同様に国内外で普段から演奏や録音の機会に恵まれている。その他によく知られた作品には、『フィンランディア』、『カレリア組曲』、『悲しきワルツ』、ヴァイオリン協奏曲、『クレルヴォ交響曲』、『トゥオネラの白鳥』（『レンミンカイネン組曲』より）などがある。これ以外の作品には自然、スカンジナビアの神話、フィンランドの民族叙事詩に触発された100曲以上に及ぶピアノ伴奏歌曲、多数の戯曲への付随音楽、オペラ『塔の乙女』、室内楽曲、ピアノ曲、フリーメイソンの儀式のための音楽、21曲の合唱曲がある。
1920年代の半ばまでは多作な作曲家であったが交響曲第7番（1924年）、付随音楽『テンペスト』（1926年）そして交響詩『タピオラ』（1926年）の完成を境に残りの30年間は大規模作品の創作から遠のいてしまう。この驚くべき、謎めいた隠居生活は作曲者の住居の所在地をとって「ヤルヴェンパーの沈黙」と呼ばれる。彼が作曲を止めてしまったと言われることもあるが、完成に至らなかった交響曲第8番をはじめとして作曲の試みは継続していた。フリーメイソンのための音楽を書いたりそれまでの作品を手直しするなどしたシベリウスは、新しい音楽の発展に興味を持ち続けていたものの、それが常に前向きなものであるとは限らなかった。
フィンランドでは、2002年にユーロが導入されるまで100マルッカ紙幣にシベリウスの肖像が描かれていた。同国では2011年以降、旗の日でありシベリウスの誕生日でもある12月8日を「フィンランド音楽の日」として祝っている。シベリウス生誕150周年となった2015年には、ヘルシンキ市内を中心に数多くの特別演奏会やイベントが開催された。

## 年譜
- 1865年12月8日にヘルシンキの北方約100kmのハメーンリンナに生まれる。父クリスチャンは医師であったが、シベリウス2歳の時に他界。姉リンダ、弟クリスチャンはそれぞれピアノ、チェロの演奏をした。
- 1875年、最初の作曲。ヴァイオリンとチェロのための『水滴』[1]。
- 1885年、ヘルシンキ音楽院で作曲などを学び始める。
- 1889年、ベルリンに留学。留学中にリヒャルト・シュトラウスの『ドン・ファン』の初演、ハンス・フォン・ビューローの演奏などに直接触れる。さらに、ウィーン音楽院においてカール・ゴルトマルクに師事した[1]。
- 1891年に『クレルヴォ交響曲』作品7を手がける。翌年春に初演。これは管弦楽に独唱・男声合唱の加わる大規模な曲である。初演は好評をもって受け入れられたが、その後は抜粋で3度演奏されるにとどまり、作曲者の生前に全曲が演奏されることはなかった。
- 1892年にアイノ・ヤルネフェルトと結婚。6女を儲けるも、1人は2歳で他界[1]。
- 1899年に『愛国記念劇』の音楽を発表。この曲の7曲目が改作されて交響詩『フィンランディア』作品26として独立、人気を博した[1]。
- 1904年にヘルシンキ郊外のヤルヴェンパーに自邸アイノラを建てる[1]。
- 1908年に喉の腫瘍を摘出する手術を受ける。
- 1915年、シベリウス50歳の誕生日。この記念行事のために交響曲第5番が作曲された[1]。
- 1915年頃には既にフリーメイソンのメンバーだった。
- 1923年の交響曲第6番作品104、1924年の交響曲第7番作品105、1925年の交響詩『タピオラ』作品112を頂点にして、以後重要な作品はほとんど発表されなくなった。
- 1957年にヤルヴェンパーで脳出血により逝去。91歳没。ヘルシンキ大聖堂で国葬が営まれ、棺はアイノラの庭に葬られた[1]。
- その後彼の肖像は、ユーロ導入までのフィンランド100マルッカ紙幣に使用された。

## 生涯

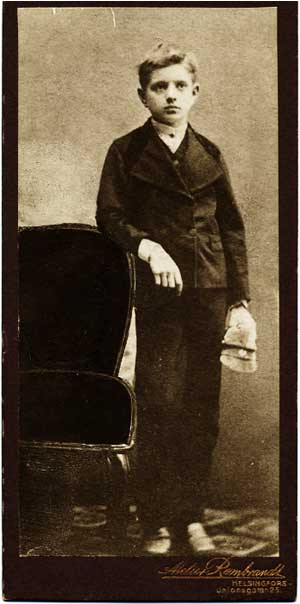
11歳のシベリウス 1876年

### 幼少期
1865年12月8日、ロシア帝国の自治領であったフィンランド大公国のハメーンリンナに生を受けた。スウェーデン語話者の医師クリスティアン・グスタフ・シベリウスとマリア・カルロッタ・シベリウス（旧姓ボーリ Borg）の間に生まれた子であった。姓は父方の曽祖父が所有していた東ウーシマー県の地所シッベ（Sibbe）に由来している。父は1868年7月に腸チフスによりこの世を去り、あとには多額の借金が遺された。そのため、当時妊娠していた母は所有していた不動産を売却し、同じくハメーンリンナで夫に先立たれて暮らしていた彼女の母親、カタリーナ・ボーリの家に一家で身を寄せねばならなかった。こうしてシベリウスは完全な女性中心の環境に育つことになる。唯一、男性的な影響を与えたのは叔父のペール・フェルディナンド・シベリウス（Pehr Ferdinand -）であり、彼は音楽、とりわけヴァイオリンに関心を持っていた。彼こそが10歳になった少年にヴァイオリンを与え、後に作曲への興味を持ち続けるよう激励した人物だった。シベリウスにとって、おじのペールは父親代わりだったのみならず音楽上の助言者でもあったのである。
幼少期からシベリウスは自然に強い関心を示し、家族で夏季をロヴィーサの海岸沿いで過ごしにやってくると頻繁に田舎を歩き回りに出かけていた。彼自身の言葉が残っている。「私にとってロヴィーサは太陽と幸福の象徴だった。ハメーンリンナは学校へ行く場所、ロヴィーサは自由な場所だった。」ハメーンリンナでは彼が7歳になるとおばのユリア（Julia）が家にあったアップライトピアノで彼にピアノを教えることになるが、間違った音符を弾くといつも拳をコツンと叩いた。シベリウスは即興演奏によって上達を見せたが、音楽を解釈する勉強も続けた。後に転向することになるヴァイオリンの方が彼の好みにはあっていた。姉のリンダがピアノ、弟のクリスチャンがチェロを弾いて三重奏を行うこともあった。さらに近所の家々を交えて四重奏を行うこともあり、これによって室内楽の経験を培った。この時期の彼の作品として三重奏が1曲、ピアノ四重奏が1曲、ヴァイオリンとピアノのための『組曲 ニ短調』の断片が現存している。1881年頃、彼はヴァイオリンとチェロのための短いピッツィカートの楽曲『水滴』（Vattendroppar）を紙に書き残している。ただし、これは単に音楽の訓練であった可能性もある。初めて自分が作曲していると言及しているのは1883年8月の手紙の中であり、そこでは三重奏を書き上げて他の曲に取り組んでいると述べている。「両方とも少々お粗末な出来ですが、雨の日々にもやることがあるのはよいことです。」1881年に地元の楽長であったグスタフ・レヴァンダー（Gustaf Levander）からヴァイオリンの指導を受けるようになり、すぐさまこの楽器に強い関心を抱くようになる。偉大なヴァイオリンのヴィルトゥオーソになると心に決め、たちまち腕利きの奏者として頭角を現した。1886年にフェルディナンド・ダヴィッドのホ短調の協奏曲を演奏、翌年にはヘルシンキでメンデルスゾーンのヴァイオリン協奏曲から後半2楽章を演奏している。こうした器楽奏者としての成功にもかかわらず、彼は最終的に作曲家としての道を選ぶのである。
母語はスウェーデン語であったが、シベリウスは1874年にルチナ・ハグマン（Lucina Hagman）のフィンランド語で学ぶ予科校に入学した。1876年にはフィンランド語によるハメーンリンナの学校への進学を許可された。数学と植物学の成績は非常に良かったものの、彼は幾分ぼんやりした学生だった。留年しながらも1885年に学校の最終試験に合格し、これによって大学への入学資格を得た。少年時代の彼はヨハンの口語体にあたるヤンネという名前で知られていた。しかし学生時代に船乗りのおじの名刺に触発されてフランス語風のジャンを名乗るようになる。以降、彼はジャン・シベリウスとして知られるようになる。

### 初期

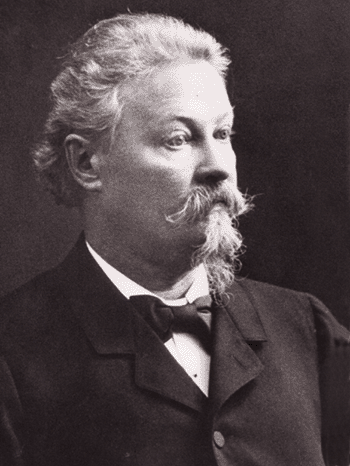
フィンランドでシベリウスを教えたマルティン・ヴェゲリウス

1885年の高校卒業後、ヘルシンキ大学に進学したシベリウスは法学を学び始めるが、音楽への興味の方が圧倒的に大きかったためすぐさまヘルシンキ音楽院（現シベリウス音楽院）に転入して1885年から1889年まで同校で学ぶ。彼の指導陣の中には音楽院の創設者のひとりで、フィンランドの教育の発展に大きく貢献したマルティン・ヴェゲリウスがいた。独学だったシベリウスにはじめて正式に作曲を教えたのは彼であった。他に重要な影響を与えた人物はシベリウスを教えたピアニスト兼作曲家のフェルッチョ・ブゾーニであり、2人は生涯にわたる友情を育んだ。彼の近しい友人の集まりにはピアニストで文筆家のアドルフ・パウル、指揮者となるアルマス・ヤルネフェルトもいた。この時期の主要作品にはグリーグを想わせるところのあるヴァイオリンソナタ ヘ長調がある。
シベリウスは続いてベルリンへ赴きアルベルト・ベッカーに（1889年-1890年）、さらにウィーンへ移ってロベルト・フックス、そしてカール・ゴルトマルクに師事して（1890年-1891年）研鑽を積んだ。ベルリンではリヒャルト・シュトラウスの交響詩『ドン・ファン』の初演をはじめとした多様な演奏会やオペラに足を運び音楽の見識を広める機会に恵まれた。またフィンランドの作曲家であるロベルト・カヤヌスが自作の交響詩『アイノ』を含むプログラムでベルリン・フィルハーモニー管弦楽団を指揮した演奏会を聴いているが、この愛国的な作品がきっかけとなり後年シベリウスが叙事詩『カレワラ』を題材として作曲することへ関心を持つに至ったという可能性もある。ウィーン時代にはブルックナーの音楽にとりわけ強い関心を示し、一時は彼のことを「もっとも偉大な存命の作曲家」であるとみなしていた。一方で、ベートーヴェンやワーグナーの評価の固まった作品への興味も持ち続けていた。ウィーンにいた時期にはたびたび新しい友人たちとパーティーや賭け事に興じて過ごした。管弦楽曲の作曲に目を向けるようになったのもウィーンの頃であり、序曲 ホ長調や『バレエの情景』に取り組んだ。『カレワラ』に霊感を得た管弦楽作品『クレルヴォ交響曲』にも取り掛かる一方で体調を崩し、胆石の除去手術を受けて健康を回復している。ヘルシンキへ戻ると間もなく、ポピュラーコンサートの場で自作の序曲と『バレエの情景』を自ら指揮できる機会に恵まれこれを満喫した。『クレルヴォ交響曲』の仕事を続けることもできるようになり、次第に興味を発展させた彼はすべてをフィンランド語で書き上げたのであった。1892年4月28日にヘルシンキで迎えた初演は大成功で幕を閉じた。

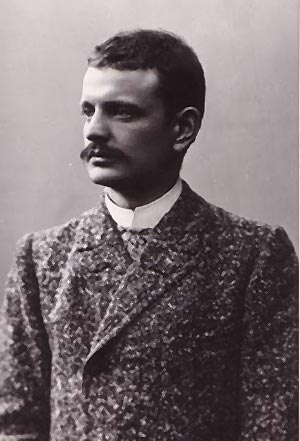
シベリウス 1891年

シベリウスが心に抱いてきたヴァイオリニストとなる希望をついに諦めたのはこの頃であった。
悲劇だったのは私が何を犠牲にしてでも名高いヴァイオリニストになりたいと思っていたことだった。15歳になって以来、朝から晩まで自分のヴァイオリンを弾いていたも同然だったのだ。ペンとインクなど大嫌いで - 不幸にも上品なヴァイオリンの弓をより好んだ。私のヴァイオリンへの愛情は非常に長く続き、ヴィルトゥオーゾという過酷なキャリアへの訓練としては始めるのが遅すぎたと認めざるを得ないと自覚するのは大変に辛いことだった。
ウィーンとベルリンで勉学に費やした長い期間に加え（1889年-1891年）、1900年にはイタリアへ入って1年を家族とともに過ごした。スカンジナビアの国々、イギリス、フランス、ドイツで活発に作曲し、指揮をし、社交生活を送り、後にはアメリカ合衆国へも足を運んでいる。

### 結婚と名声の高まり
シベリウスがヘルシンキで音楽を学んでいた1888年秋、音楽院の友人だったアルマス・ヤルネフェルトから自宅への招待を受けた。そこで彼は当時17歳のアイノと恋に落ちた。父はヴァーサの長官であったアレクサンデル・ヤルネフェルト大将、母はバルト諸国の貴族を出自とするエリザベト・クロット＝フォン＝ユルゲンスブルクである。結婚式は1892年6月10日にマクスモで執り行われた。新婚旅行は『カレワラ』発祥の地であるカレリアで過ごした。この体験が交響詩『エン・サガ』、『レンミンカイネン組曲』、『カレリア』の着想を与えることになる。1903年にはヤルヴェンパーのトゥースラ湖畔に2人の住まいであるアイノラが完成した。結婚生活の中で、2人は6人の娘を授かった。エーヴァ、ルート、キルスティ、カタリーナ、マルガレータ、ヘイディである。エーヴァは工場の跡取りで後にパロヘイモ社の最高経営責任者となるアルヴィ・パロヘイモ（Arvi Paloheimo）と結婚した。ルート・スネルマンは著名な女優となり、カタリーナ・イヴェスは銀行家と結婚、ヘイディ・ブロムシュテットは建築家のアウリス・ブロムシュテットの妻となった。マルガレータの夫となったユッシ・ヤラスはアウリス・ブロムシュテットの兄弟である
。
1892年、『クレルヴォ交響曲』ときっかけとしてシベリウスは管弦楽に意識を向けるようになる。この作品は作曲家のアクセル・トルヌッドが「火山の噴火」と評し、合唱パートを歌ったユホ・ランタは「『フィンランド』の音楽だった」と述べている。同年の暮れに祖母のカタリーナ・ボーリが他界、その葬儀に参列したシベリウスはハメーンリンナの家を訪れ、その後は家が古くなるまで立ち寄ることはなかった。1893年2月16日に『エン・サガ』の初版をヘルシンキで発表するも評判はさほど芳しくなく、評論家からは余計な部分を削除して切り詰めるべきだとの意見が出た。3月に行われた3回にわたる『クレルヴォ交響曲』の再演はそれよりもずっと不評で、ある評論家は理解不能でありかつ生気が欠けていると看做した。長女のエーヴァが誕生した後の4月には合唱曲『ワイナミョイネンの船乗り』の初演が行われて大成功を収め、記者からの支持を得ることができた。
1893年11月13日、ヴィープリのセウラフオネ（Seurahuone）で行われた学生団体主催のガラ・コンサートにおいて『カレリア』の全曲版が初演された。この公演には画家のアクセリ・ガッレン＝カッレラと彫刻家のエミール・ヴィークストレームも舞台装置の設計のために招かれて協力していた。最初の演奏は聴衆の話声のために聴きづらいものとなってしまったが、11月18日の2度目の演奏はそれよりも上手くいった。さらに19日と23日にはヘルシンキに於いて、この作品から採られた長大な組曲が作曲者自身が指揮するフィルハーモニック協会管弦楽団の演奏で披露されている。シベリウスの音楽がヘルシンキのコンサートホールで演奏される頻度は高くなっていた。1894年-1895年のシーズンには『エン・サガ』、『カレリア』、『春の歌』（1894年作曲）が、トゥルクは言うまでもなく、首都でも少なくとも16回の演奏会で取り上げられている。1895年4月17日に改訂版の『春の歌』を聴いた作曲家のオスカル・メリカントは「シベリウスの管弦楽作品の中でも最も清らかな花である」と評してこれを歓迎した。

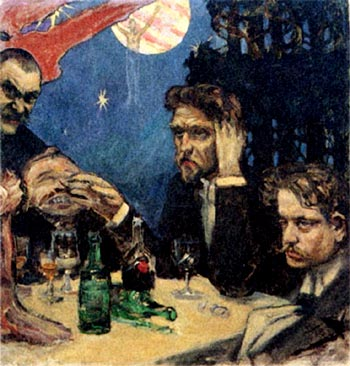
アクセリ・ガッレン＝カッレラ（左）、オスカル・メリカント、ロベルト・カヤヌスと交流するシベリウス（右）

長期にわたりシベリウスはオペラ『船の建造』に取り組んでいた。この作品も『カレワラ』を題材としている。彼は一定程度ワーグナーの影響を受けていたが、その後リストによる交響詩を作曲への創意の源とするようになった。未完に終わったオペラの素材を活用する形で生まれた『レンミンカイネン組曲』は、交響詩の形式で描かれた4つの伝説から構成されている。組曲は1896年4月13日にヘルシンキにおいて満員の会場で初演された。メリカントが作品のフィンランドらしさに熱狂したのとは対照的に、批評家のカール・フロディンは「トゥオネラの白鳥」におけるコーラングレが「驚くべき長さと退屈さ」だとしている。その一方でフロディンは第1の伝説「レンミンカイネンと島の乙女たち」についてシベリウスのそれまでの創作の中の頂点を成すものであると考えていた。
生活のため、シベリウスは1892年から音楽院やカヤヌスの指揮学校で教鞭を執るが、これによって作曲のために割ける時間が足りなくなってしまう。状況が大きく好転したのは1898年に多額の年次助成金が交付されるようになってからで、当初は10年間の有期であった助成期間は後に生涯の交付へと延長された。こうしてアドルフ・パウルの戯曲『クリスティアン2世』への付随音楽を完成させることができ、1898年2月24日に初演された作品は馴染みやすい音楽で大衆の心を掴んだ。戯曲中でも人気の高い4つの場面に付された楽曲はドイツで出版され、フィンランドで好調な売れ行きを見せた。1898年11月に管弦楽組曲の演奏がヘルシンキで成功を収めた際、シベリウスは次のようにコメントを残している。「音楽はよく鳴っており、速度は適切なようです。自分が何かを完成させることができたのはこれが初めてではないかと思います。」曲はストックホルムとライプツィヒでも演奏された。
1899年、シベリウスは交響曲第1番の作曲に取り掛かる。この頃、ロシア皇帝ニコライ2世がフィンランド大公国に対してロシア化の試みを行っており、これによって彼の胸の内には愛国心が高まりつつあった。曲が1899年4月26日にヘルシンキで初演されると各方面から好評を博した。しかし、この時の公演プログラムでそれよりも遥かに注目度が高かったのは、あけすけに愛国心を露わにした、少年、男声合唱のための『アテネ人の歌』であった。この合唱曲によりシベリウスは一躍国民的英雄の地位を手にすることになる。11月4日に発表された次なる愛国的作品は『新聞の日を祝う音楽』として知られ、フィンランドの歴史を8つの挿話を描写する形で描いた作品であった。作曲を援助した新聞『Päivälehti』紙は、社説でロシアの規則を批判して一定期間の発刊停止処分中だった。最後の楽曲「フィンランドは目覚める」はとりわけ高い人気を獲得した。これが幾度か細かい修正を施されたのち、広く知られる『フィンランディア』となる。

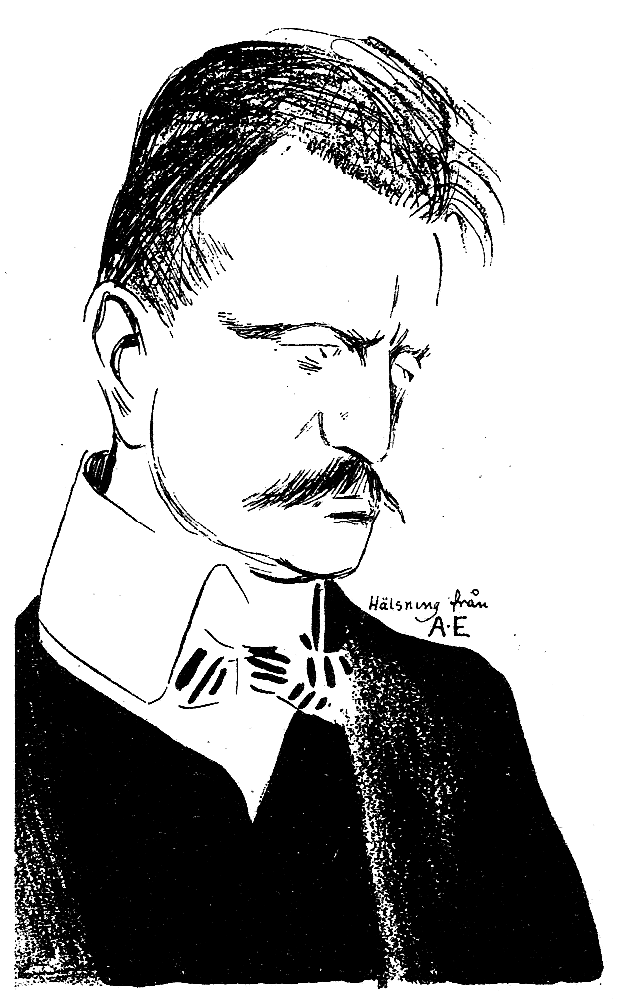
シベリウス アルベルト・エングストレーム画 1904年

1900年2月、シベリウス夫妻は娘のキルスティ（この時点では末娘）を失った悲しみに沈んでいた。しかしシベリウスは春になるとカヤヌス、並びに彼の管弦楽団とともに演奏旅行に繰り出し、13の都市を巡って交響曲第1番の改訂版などの最新作を披露して回った。訪れた都市はストックホルム、コペンハーゲン、ハンブルク、ベルリン、パリなどである。各都市は非常に好意的で、『Berliner Börsen-Courier』、『Berliner Fremdenblatt』、『Berliner Lokal Anzeiger』が熱狂的な論評を掲載したことにより彼は国際的に知られるようになる。
1901年にイタリアのラパッロを一家で訪れたシベリウスは交響曲第2番の作曲に取り掛かる。その際モーツァルトの『ドン・ジョヴァンニ』に登場するドン・ジョヴァンニの運命からも霊感を得ていた。曲は1902年の初頭に完成されて3月8日にヘルシンキ初演を迎える。この作品はフィンランドの人々の間に熱狂の渦を巻き起こした。メリカントは「曲はいかなる想定をも超えて大胆不敵であった」という感想を抱き、エーヴェルト・カティラは「紛うことなき傑作」と評価した。フロディンもまた、「我々がこれまでに決して聴く機会を持つことのなかった類の」交響作品について書き残している。
夏の間をハンコに程近いトヴァルミンネで過ごしたシベリウスは、同地で歌曲『それは夢か』作品37-4を作曲すると同時に『エン・サガ』の書き直しを行った。これが1902年11月にベルリンにおいてベルリン・フィルにより演奏されるとドイツでの作曲者の名声は揺るがぬものとなり、そのすぐ後の交響曲第1番の出版につながることとなる。
1903年の大半をヘルシンキで過ごしたシベリウスは過度に飲み食いに耽り、飲食店で大金を支払っていた。しかしその一方で作曲も継続して行い、義理の弟にあたるアルヴィド・ヤルネフェルトの著した戯曲『クオレマ』に付した6曲から成る付随音楽のうちのひとつ、『悲しきワルツ』が有数の成功作となった。資金難から彼は作品を廉価で売り渡してしまったが、たちまちフィンランド国内外で高い人気を博すようになった。シベリウスのヘルシンキ滞在中、妻のアイノは頻繁に手紙を書いては帰宅を懇願したが彼は応じなかった。4女のカタリーナが生まれ時すら彼は外に出たままだったのである。1904年のはじめにヴァイオリン協奏曲が完成して2月8日に初演を迎えたが、評判は芳しくなかった。このため改訂を経て凝縮度を高めた版が作製されて翌年にベルリンで披露されることになった。

### アイノラへの移住

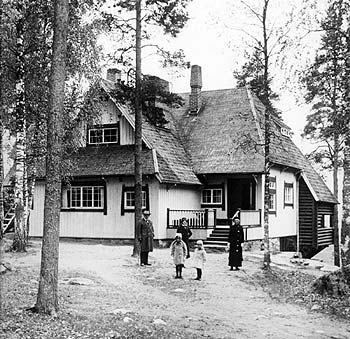
1915年に撮影されたアイノラの様子

1903年11月、シベリウスはヘルシンキからおよそ45キロメートル北へ離れたトゥースラ湖のほとりにアイノラ（アイノの居場所）と名付けた邸宅を建築し始める。建築費用を工面するため、彼は1904年の前半からヘルシンキ、トゥルク、ヴァーサ、その他タリンやエストニアで演奏会を開き、夏にはラトビアにも赴いた。一家は1904年9月24日にようやく新居に移ることができ、画家のエーロ・ヤルネフェルト、ペッカ・ハロネン、小説家のユハニ・アホら近所の芸術家のコミュニティーの中で交流を深めていった。
1905年1月、シベリウスは再びベルリンを訪れて交響曲第2番を自ら指揮した。演奏会自体は成功裏に終了したが論評は賛美一色というわけではなく、非常に好意的な評もあった一方で『アルゲマイネ・ツァイトゥング』や『ベルリナー・ターゲブラット』などの評価はそれほど熱のこもったものではなかった。フィンランドに帰国したシベリウスは徐々に人気が出てきつつあった『ペレアスとメリザンド』を管弦楽組曲として仕立て直した。11月には初めてイギリスへと渡り、リヴァプールでヘンリー・ウッドと会っている。12月2日に交響曲第1番と『フィンランディア』を指揮した彼は、アイノに宛てて演奏会は大成功を収め大いに喝采を浴びたと手紙で伝えた。
1906年、年の初めの短い期間をパリで特に何事もなく過ごしてから、続く数か月をアイノラで作曲に費やした。この時期の主要な作品はやはり『カレワラ』を題材に採った交響詩『ポホヨラの娘』である。その後、同年のうちに付随音楽『ベルシャザールの饗宴』も完成させ、管弦楽組曲版の制作も行っている。年の締めくくりは自ら指揮した演奏会シリーズで、中でも最大の成功を収めたのはサンクトペテルブルクのマリインスキー劇場で行った『ポホヨラの娘』の初となる公開演奏であった。

### 浮き沈み
シベリウスは1907年の年初から再びヘルシンキにて暴飲暴食に耽るようになり、途方もない金額をシャンパンとロブスターに費やした。彼のこの生活習慣がアイノの健康状態に深刻な影響を与え、彼女を極端な疲労による療養施設入居に至らしめた。妻が不在の間にシベリウスは禁酒を決意し、かわりに交響曲第3番の作曲へと意識を集中させた。作品を完成させた彼は9月25日にヘルシンキでの初演に臨んだ。古典的性格が増した作風は聴衆へ驚きを与えたが、フロディンは作品が「内面的に新しく、また革命的」であったと述べている。
そのすぐ後、シベリウスはヘルシンキを訪れたグスタフ・マーラーと出会っている。2人は新しい交響曲を出すたびに過去の作品のファンであった人々を失ってしまう、という点で意見の一致を見た。1907年11月にサンクトペテルブルクで第3交響曲が演奏されると、まさにこれが現実となって否定的な論評を浴びることとなる。モスクワでの評判はまだ前向きなものであった。

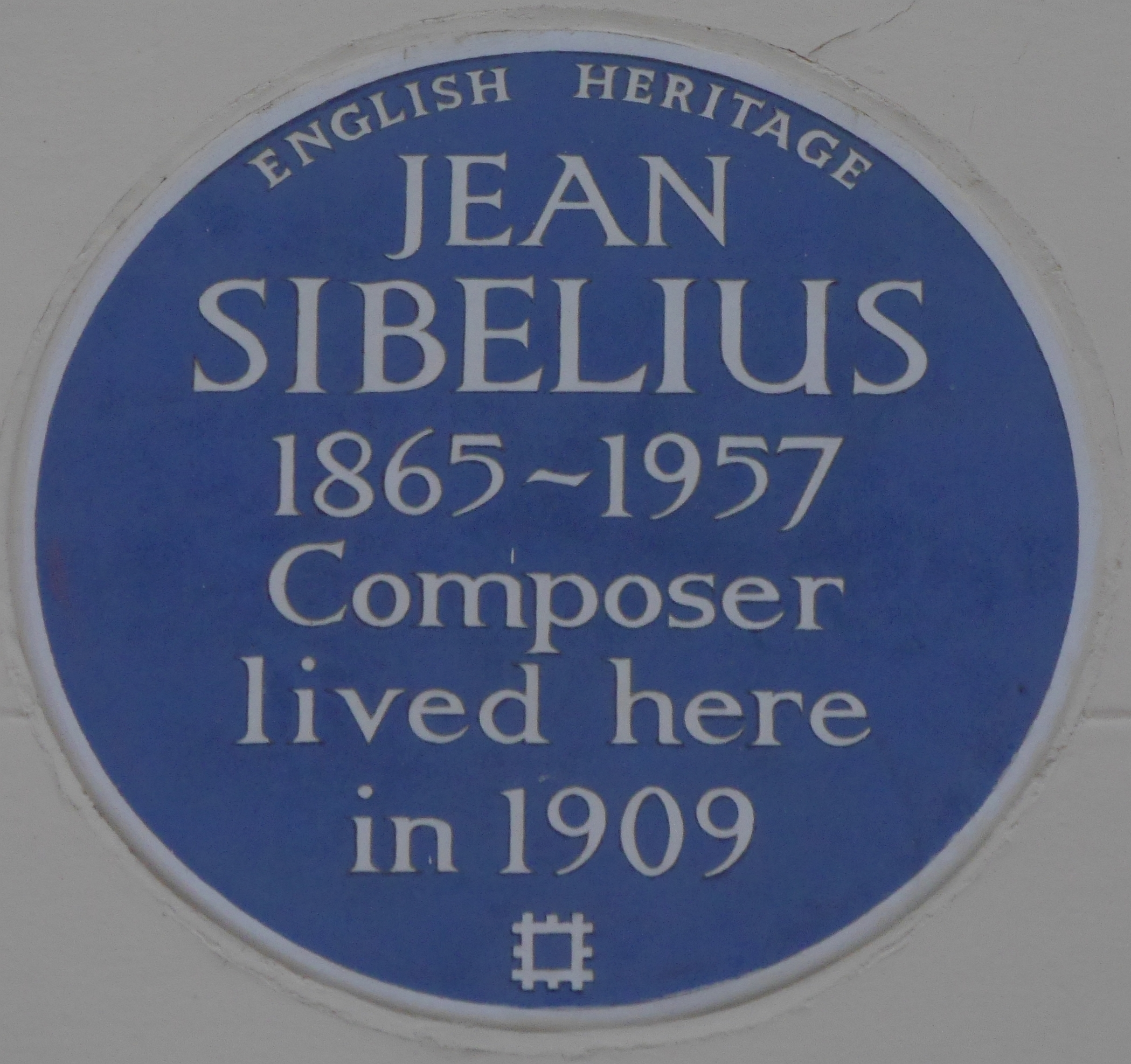
ロンドン、ケンジントン、グロスター・ウォーク15に掲げられたブルー・プラーク。1909年、シベリウスがこの場所に暮らした。

1907年、シベリウスは喉の癌の疑いにより大きな手術を受けおり、1908年のはじめは病院で過ごさねばならなくなった。喫煙、飲酒はいまや生命を脅かすものとなったのである。ローマ、ワルシャワそしてベルリンでのコンサートは中止しながらもロンドンの契約は守ったが、ここでも第3交響曲は評論家の関心を獲得するには至らなかった。5月にはシベリウスの体調はますます悪化し、彼は妻とともにベルリン入りして喉の腫瘍の除去手術を受けた。術後、彼は今後一切の煙草と酒を断つと誓いを立てたのであった。こうして死を間近に体験した衝撃が交響詩『ルオンノタル』や交響曲第4番など、以降数年のうちに作曲された作品に着想を与えたといわれている。

### 喜ばしい時間

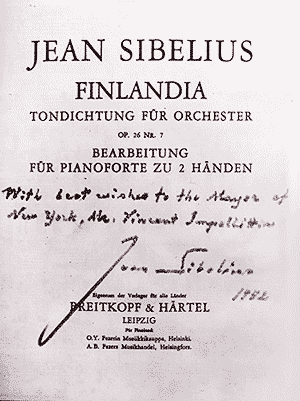
『フィンランディア』初版

1909年、喉の手術が成功したことによりシベリウスとアイノは自宅での幸福を新たなものにしていた。イギリスにおいても自らタクトを握って『エン・サガ』、『フィンランディア』、『悲しきワルツ』、『春の歌』を熱狂する聴衆に届けており、彼の体調は歓迎された。クロード・ドビュッシーとの出会いも大きな支えとなった。パリで静かに過ごした後でベルリンに向かった彼は、そこで喉の手術が完全に成功したという旨を聞かされて安堵する。
交響曲第4番には1910年のはじめに着手していたものの、資金が乏しくなっていっていたため数多くの小規模な楽曲や歌曲も書かねばならなかった。10月にクリスチャニア（現オスロ）で開かれた演奏会では『森の精』と『追憶のために』を自分の手で初演する。『悲しきワルツ』や第2交響曲はとりわけ好評だった。それからベルリンに赴いて第4交響曲の仕事を続け、ヤルヴェンパーに戻ってから終楽章に取り組んだ。
スウェーデンでの初めてのコンサートで1911年の初頭に指揮台に上り、交響曲第3番までもが評論家から好評を得た。4月には交響曲第4番が完成するが、彼自身も予想していたとおりヘルシンキでの初演においてはその内省的な作風があまり前向きに評価されず、賛否両論を巻き起こした。リヒャルト・シュトラウスの『サロメ』を楽しんだパリへの旅行を除き、同年の残りはほとんど何もなく終わった。1912年に入り『英雄的情景』第2番が完成する。この作品は3月に初演を迎えており、同じ演奏会では第4交響曲も演奏された。この演奏会はロベルト・カヤヌスをはじめとする熱狂的な評論家、そして聴衆へ向けて2回再演されることになった。第4交響曲は9月のバーミンガムでも好意的な評価を獲得した。同交響曲は1913年3月にニューヨークでも演奏されたものの大部分の聴衆が楽章間に演奏会場から出て行ってしまい、10月にカール・ムックが指揮した際には『ボストン・アメリカン』紙が「哀れな失敗作」の烙印を押した。
1913年の最初の重要作品は交響詩『吟遊詩人』であり、シベリウスは3月にヘルシンキでこの作品を礼儀正しい聴衆に向けて指揮した。続く作品は『カレワラ』から詞を採ったソプラノと管弦楽のための『ルオンノタル』である。初演は1913年にイングランドのグロスターで開催されたスリー・クアイアズ・フェスティバルにおいてアイノ・アクテのフィンランド語による独唱で行われた。1914年のはじめにひと月をベルリンで過ごしたシベリウスはとりわけシェーンベルクに惹きつけられた。フィンランド帰国後、アメリカの億万長者カール・ステッケルからノーフォーク室内楽音楽祭のためにと委嘱された『大洋の女神』の作曲を開始する。変ニ長調で書き始めたものの大規模な改訂を行った結果、ノーフォークへはニ長調の版が持ち込まれることになった。この作品は『フィンランディア』や『悲しきワルツ』同様の喝采を浴びることとなった。音楽批評家のヘンリー・エドワード・クレービールは『大洋の女神』がかつて海を題材に作曲された音楽の中で最も美しい作品であると看做し、『ニューヨーク・タイムズ』紙はシベリウスの音楽が音楽祭にとって最大の貢献となったと評した。シベリウスがアメリカでイェール大学から名誉博士号を授与されていたのとほぼ同じ頃、ヘルシンキ大学ではアイノが彼の代理として同じく名誉博士号の授与式に臨んでいた。

### 第一次世界大戦
米国からの帰途、シベリウスは第一次世界大戦勃発の引き金となるサラエボ事件について耳にした。彼自身は戦地から遠くにあったものの、国外からの印税収入が滞るようになった。生計を立てるため、彼はフィンランド国内での出版向けに多量の小規模作品を作曲することを余儀なくされた。1915年3月に尋ねたスウェーデンのヨーテボリでは『大洋の女神』が非常に高い評価を受けた。彼は4月に交響曲第5番に取り組むさなか16羽の白鳥が飛んでいくのを目にし、これに触発されて終楽章を書いた。彼は「人生の中でも素晴らしい体験の一つだった！」との言葉を残している。交響曲に関する夏の間の進捗はわずかだったものの、50歳の誕生日を迎える12月8日までには曲を完成させることができた。
誕生日の晩、シベリウスはヘルシンキ証券取引所（現：ナスダック・ヘルシンキ）のホールにて自らの指揮で交響曲第5番を初演した。カヤヌスの絶賛にもかかわらず作曲者自身は作品に満足しておらず、間もなくして改訂に取り掛かった。この頃、シベリウスはこれまでを遥かに上回る負債を抱えつつあった。歌手のイダ・エクマンが基金の立ち上げ事業に成功して借金の大部分を返済したが、その際に彼に贈られたグランドピアノは差し押さえられる寸前であった。
１年後の1916年12月8日、シベリウスはトゥルクにて改訂版の第5交響曲を披露した。これは最初の2つの楽章を結合させ、終楽章を簡素化したものであった。1週間後のヘルシンキでの演奏ではカティラが非常に好意的だったのに対してワゼニウス（Wasenius）は変更に否定的であり、これによって彼は再度の改訂を行うことになった。
1917年のはじめからシベリウスは飲酒を再開し、アイノとの間で口論となった。ロシア革命が勃発するとその興奮により2人の仲は改善する。同年の暮れまでにシベリウスは『フィンランド軽歩兵隊の行進曲』を作曲、1917年12月にフィンランド議会が上院のロシアからの独立宣言を承認すると曲はとりわけ人気を博した。『フィンランド軽歩兵隊の行進曲』の初演は1918年1月19日のことで、1月27日のフィンランド内戦の幕開けまでのわずかな間、ヘルシンキのエリート層を喜ばせた。シベリウスは自然と白衛軍の支援に回ったが、トルストイ運動家であったアイノは赤衛軍にも幾ばくか共鳴するところがあった。
2月、アイノラは2回にわたって武器を探す赤衛軍の地元部隊による捜索を受けた。開戦からの数週間の間にシベリウスの知人の中には暴力行為を受けて落命した者もおり、彼の弟で精神科医のクリスティアン・シベリウスは前線で戦争神経症を負った赤衛軍の兵士のために病床を確保しておくことを拒否したために逮捕された。ヘルシンキにいたシベリウスの友人たちは彼の身の安全を案じていた。ロベルト・カヤヌスが赤衛軍の総司令官エーロ・ハーパライネンと交渉を行い、シベリウスがアイノラから首都まで安全に移動できる保証を取り付けた。2月20日、赤衛軍の兵士の一団が一家をヘルシンキまで護衛した。最終的には4月12日、13日にヘルシンキの戦いでドイツ軍がヘルシンキを占領、赤衛軍の支配は終わりを告げた。1週間後、ヘルシンキ・フィルハーモニー管弦楽団がドイツの指揮官リューディガー・フォン・デア・ゴルツを称えるコンサートを開催、これはシベリウスの指揮による『フィンランド軽歩兵隊の行進曲』にて幕を閉じた。

### 回復した運勢

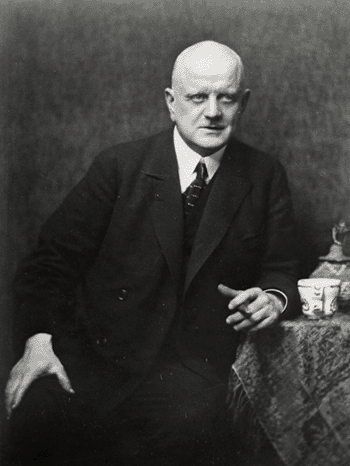
シベリウス 1923年

1919年のはじめ、シベリウスは薄くなった頭を丸めて印象を変えようと躍起になっていた。6月には1915年以来はじめてフィンランドを離れてアイノとともにコペンハーゲンを訪れると、交響曲第2番を演奏して成功を収めた。11月に交響曲第5番の最終稿を指揮し、聴衆から幾度にもわたる喝采を浴びた。同年の暮れには彼は既に交響曲第6番の仕事を進めていた。
1920年、手の震えが大きくなる中、ワインの力を借りつつスオメン・ラウル合唱団のために詩人のエイノ・レイノの詞を基にカンタータ『大地への賛歌』を作曲、また『抒情的なワルツ』を管弦楽編曲した。シベリウスは1920年12月の誕生日に63,000マルクの寄付を受け取った。この大金はテノールのワイネ・ソラがフィンランドでの事業により築き上げたものだった。資金の一部は借金の返済に使われたが、ヘルシンキで行われた過度な祝賀会は一週間に及んだ。
1921年のはじめにはイングランドへの演奏旅行が大きな成功を収めた。シベリウスはイングランド国内の複数の都市で第4交響曲、第5交響曲、『大洋の女神』そしていつでも人気が高かった『フィンランディア』、『悲しきワルツ』を指揮して回った。そのすぐ後、今度はノルウェーで第2交響曲と『悲しきワルツ』を指揮している。彼は過労にあえぎ始めていたが評論家の意見は前向きなままだった。4月にフィンランドへ帰国すると、Nordic Music Daysにて『レンミンカイネンの帰郷』と第5交響曲を披露する。
1922年の初頭に頭痛に苦しんだシベリウスは眼鏡をかけることを決意する。しかし彼はその後も写真撮影の際にはいつも眼鏡を外していた。7月に弟のクリスティアンが永眠し、シベリウスは悲しみに暮れた。8月にフィンランドのフリーメイソンに加入してその儀式のための音楽を作曲、1923年2月には交響曲第6番が初演される。エーヴェルト・カティラは「純粋な田園詩」だとしてこれを称賛した。年の暮れにはストックホルムとローマで演奏会の指揮台に上ったが、前者が大絶賛を浴びた一方で後者には様々な評価がついた。続いてヨーテボリに向かった彼が演奏会場に到着した時には暴飲暴食し放題で苦しい状態だったにもかかわらず、迎えた聴衆は恍惚となった。飲酒を続けてアイノを狼狽させながらも、シベリウスは1924年のはじめにはどうにか交響曲第7番の完成にこぎつけた。3月に『交響的幻想曲』という標題の下、ストックホルムで行われた第7交響曲の最初の公開演奏は好評を博した。同交響曲は9月の終わりにコペンハーゲンで開催されたコンサート・シリーズにおいてそれを遥かに上回る喝采を浴びた。シベリウスはダンネブロ勲章のナイトに叙される栄誉に与った。
この頃の多忙な活動は彼の心臓と神経を痛めていたため、同年の残り大半を休暇に充てることにした。小規模な作品をいくつか作曲しつつ、彼は次第にアルコールに頼るようになっていく。1925年5月、デンマークの出版者のヴィルヘルム・ハンゼンとコペンハーゲンの王立劇場がシェイクスピアの『テンペスト』上演のための付随音楽を作曲しないかと声をかけた。シベリウスは1926年3月の初演に十分余裕をもって作品を書き上げた。コペンハーゲンでの評判は上々だったが作曲者自身はその場に居合わせなかった。

### 最後の大規模作品

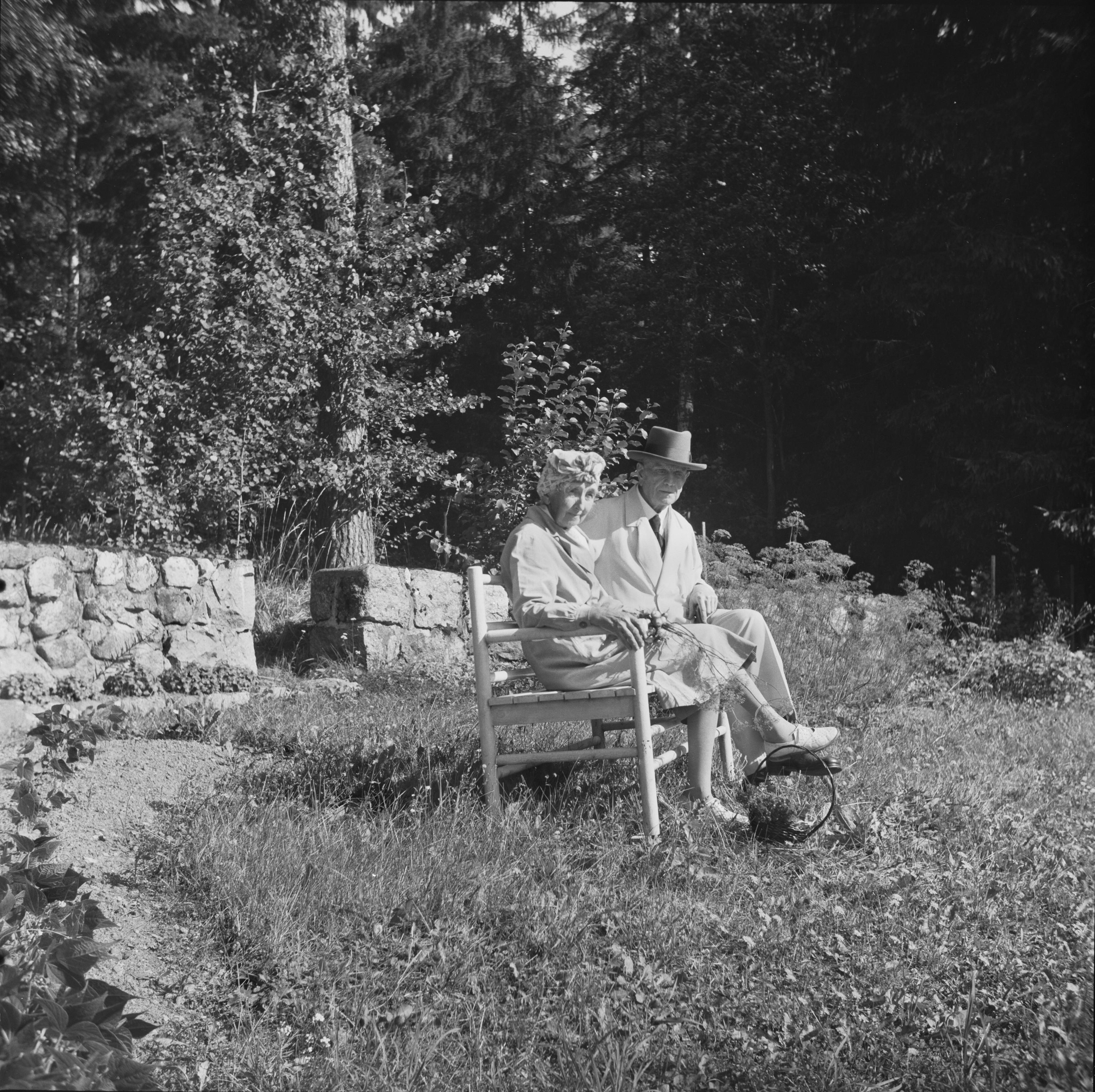
ヤルヴェンパーでのシベリウスとアイノ 1940年代のはじめ

1926年にはシベリウスの創作活動は急激に落ち込み上昇の気配を見せなかった。第7交響曲完成後、彼は残りの生涯のうちに規模の大きな楽曲はわずかな数しか生み出さなかったのである。そうした中の2つの最重要作品は間違いなく『テンペスト』と交響詩『タピオラ』である。残りの人生30年間の大部分をシベリウスは自らの音楽について公に語ることすら避けながら過ごした。
シベリウスが交響曲第8番に取り組んでいたことを示す数多くの証拠が残されている。彼は1931年及び1932年にセルゲイ・クーセヴィツキーに対してこの交響曲の初演を約束しており、ベイジル・キャメロン指揮による1933年のロンドンでの演奏は一般告知されすらした。この交響曲が存在したことを紙の状態で伝える具体的な証拠は、1933年に発行された第1楽章の浄書にかかった費用の請求書、並びに2011年に初めて出版、演奏された下書き段階の短い断片のみである。シベリウスは常に厳しい自己批判をしていた。彼は近しい友人に「もし7番よりもよい交響曲を書くことができなかったら、7番を最後とせねばならない」と述べていた。草稿が現存しないことから、各種文献ではシベリウスが楽譜の痕跡のほとんどを破棄してしまったのだろうと考察されている。時期はおそらく、シベリウスが多量の書類を焼却したことが確実である1945年と考えられる。妻のアイノは次のように回想している。
1940年代にアイノラで大規模なアウト・デ・フェが行われました。夫は洗濯かごの中に大量の原稿を集め、それらをダイニングの暖炉にくべて燃やしたのです。『カレリア組曲』の一部や - 後日、引きちぎられたページの破片も目にしています - その他多くのものが失われました。私にはそこに留まるだけの強さがなく、部屋を後にしました。ですので、彼が何を火の中へ投げ込んでいたのかはわかりません。ですが、夫はこのことがあって以来穏やかになり、次第に雰囲気も明るくなっていったのです。
1939年1月1日、シベリウスは国内外向けのラジオ放送に出演し、その中で『アンダンテ・フェスティーヴォ』を自ら指揮した。放送音源として残されたこの演奏は後年CD化されている（ONDINE: ODE 992-2）。これがおそらく唯一の現存するシベリウスの自作自演だろうと思われる。

### 晩年と最期

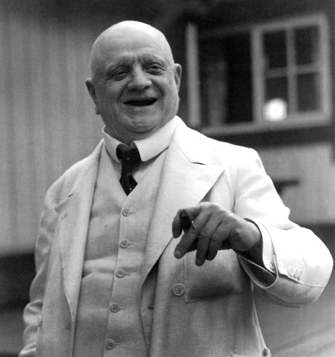
シベリウス 1939年

1903年以降長年にわたってシベリウスは田舎に居を構えてきた。1939年から彼とアイノは再びヘルシンキに住まいを持っていたが、1941年からはアイノラへと戻って時おり街を訪れるだけとなった。戦後、彼がヘルシンキに姿を見せたのはわずか数回のみである。数え切れないほどの公式の客人や同僚に加え、彼の孫やひ孫が休暇をアイノラで過ごす中、いわゆる「ヤルヴェンパーの沈黙」は神話のようなものとなっていったのである。
シベリウス本人は公に他の作曲家に関して発言をすることを避けていたが、エーリク・タヴァッシェルナやシベリウスの秘書だったサンテリ・レヴァスの記録によると彼は私的な会話の中でリヒャルト・シュトラウスを賛美していた他、バルトーク・ベーラやドミートリイ・ショスタコーヴィチを若い世代の最も才能ある作曲家と考えていたという。1950年代にはフィンランドの新鋭作曲家であったエイノユハニ・ラウタヴァーラの名前を広めようとしている。
90歳の誕生日を迎えた1955年は盛大に祝われ、ユージン・オーマンディの指揮するフィラデルフィア管弦楽団、トーマス・ビーチャムの指揮するロイヤル・フィルハーモニー管弦楽団の両楽団が彼の音楽による特別演奏を行った。
タヴァッシェルナはシベリウスの死に関係する逸話を紹介している。
[彼が]習慣にしている朝の散歩から帰ってきた。浮き立った様子の彼は妻のアイノにツルの群れが近づいてくるのを見たのだと話した。「来たんだよ、私の若いころの鳥たちが。」彼は声をあげた。突然、鳥たちの中から1羽が陣形を離れてアイノラ上空でいちど円を描いた。するとその鳥はまた群れに戻って旅を続けていったのである。

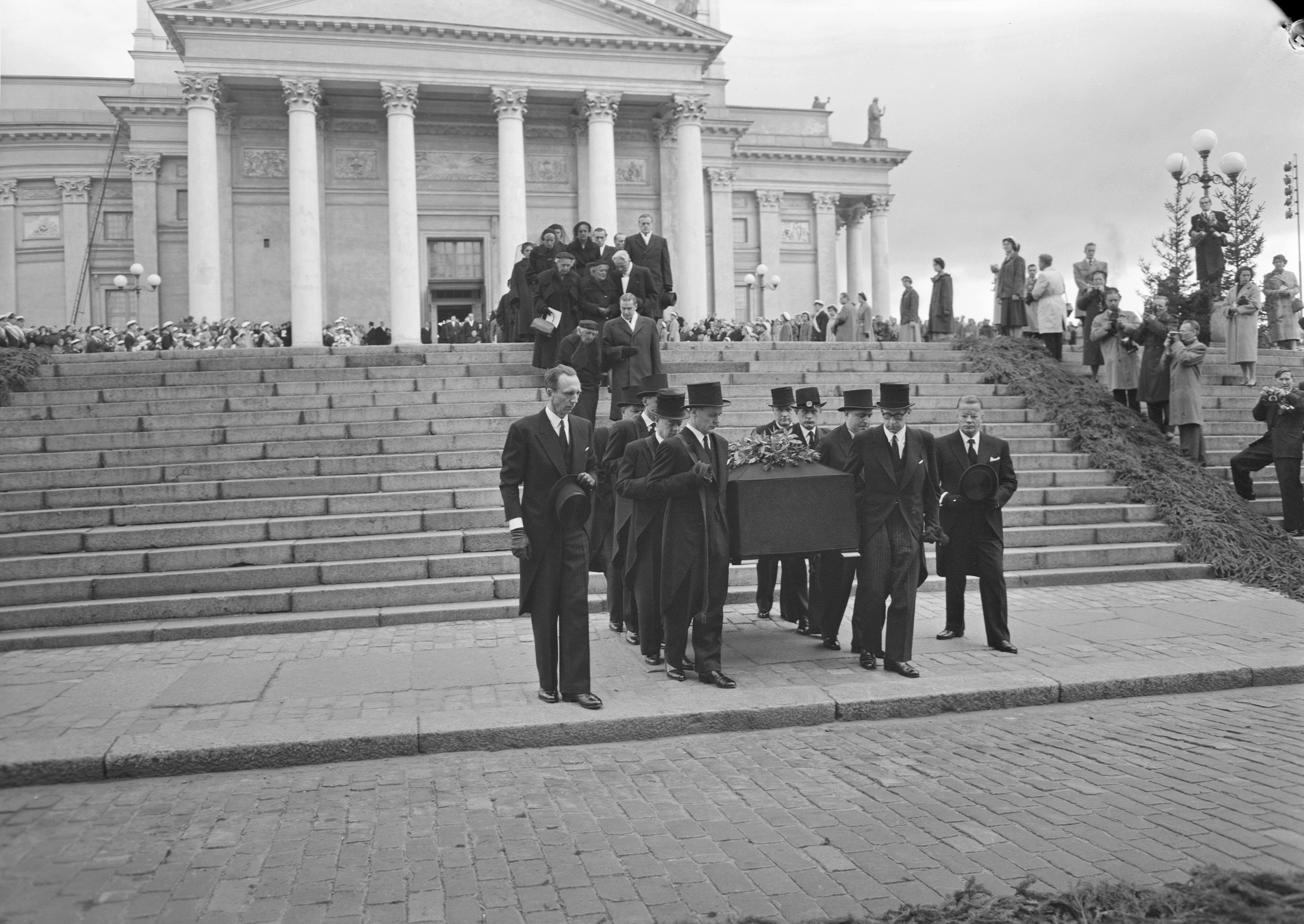
ヘルシンキでのシベリウスの葬儀 1957年

その2日後の1957年9月20日の夜、シベリウスはアイノラにて91年の生涯を閉じた。死因は脳内出血だった。彼が息を引き取ったその時、マルコム・サージェントの指揮による彼の交響曲第5番がヘルシンキからラジオ放送された。また時を同じくして開催されていた国連総会では、議長でニュージーランド代表のレスリー・マンローが黙祷を呼びかけ、こう語りかけた。「シベリウスはこの全世界の一部でした。音楽を通して彼は全人類の暮らしを豊かなものにしてくれたのです。」同じ日にはやはり著名なフィンランドの作曲家だったヘイノ・カスキが永眠しているが、彼の死はシベリウスの訃報の陰に隠れてしまった。シベリウスは国葬によって葬られ、アイノラの庭へと埋葬された。アイノ・シベリウスはその後12年間を同じ家で暮らし、1969年6月8日に97歳で夫の後を追った。彼女も夫の側に眠っている。

## 音楽
シベリウスは交響曲と交響詩、中でも『フィンランディア』や『カレリア組曲』によって広く知られている。フィンランドにおけるその名声は1890年代に合唱交響曲『クレルヴォ交響曲』によって高まった。この作品はその後の多くの作品と同様に叙事詩『カレワラ』を描いたものである。交響曲第1番は1899年、フィンランドにナショナリズムが興っていた時期に初演され、聴衆の熱狂に迎えられた。これ以外の6曲の交響曲に加えて彼は付随音楽やその他の交響詩、とりわけ『エン・サガ』、『トゥオネラの白鳥』、『悲しきワルツ』によって国内外で人気を獲得していく。また、ヴァイオリン協奏曲を含むヴァイオリンと管弦楽のための作品群、オペラ『塔の乙女』、小規模な管弦楽作品、室内楽曲、ヴァイオリンとピアノのための作品、合唱作品と数多くの歌曲を作曲した。
1920年代半ば、交響曲第6番と第7番の完成後に、交響詩『タピオラ』と付随音楽『テンペスト』を書き上げた。これ以降、彼は1957年まで生きたものの特筆すべき作品は何ひとつ世に出さなかった。数年間取り組んでいた交響曲第8番は彼が自ら焼却してしまっている。
音楽様式については、交響曲第1番やヴァイオリン協奏曲のような初期作品においてチャイコフスキーの影響が特に顕著である。一方でとりわけオペラに取り組んでいた一時期についてはワーグナーの虜になっていた。これら以上に長期的な影響を与えたのはフェルッチョ・ブゾーニとアントン・ブルックナーであった。しかし交響詩に関してはなによりリストに触発されていた。ブルックナーとの類似性は管弦楽曲で金管楽器の活躍が目立つことや、彼の音楽が概して遅いテンポを取ることに見出される。
シベリウスは自作からソナタ形式の型として決まったものを取り除いていく形で進化を遂げ、複数の主題を対比するのではなく、小さな塊や断片的な主題が持続的に発展していき頂点において大きく提示されるという発想に目を向けた。彼の後期作品は主題を置換しつつ派生させていくという方法により進む、その途切れることのない展開の感覚という点で注目される。この合成過程が完璧であり有機的に感じられることから、シベリウスが最終的な主題提示から遡る形で作品を書いたのではないかと主張する者もいた。しかし、その逆に現実には3音もしくは4音から成る塊や旋律の断片が発展、拡大して大きな「主題」へと至ったのだということが分析により証明されている。

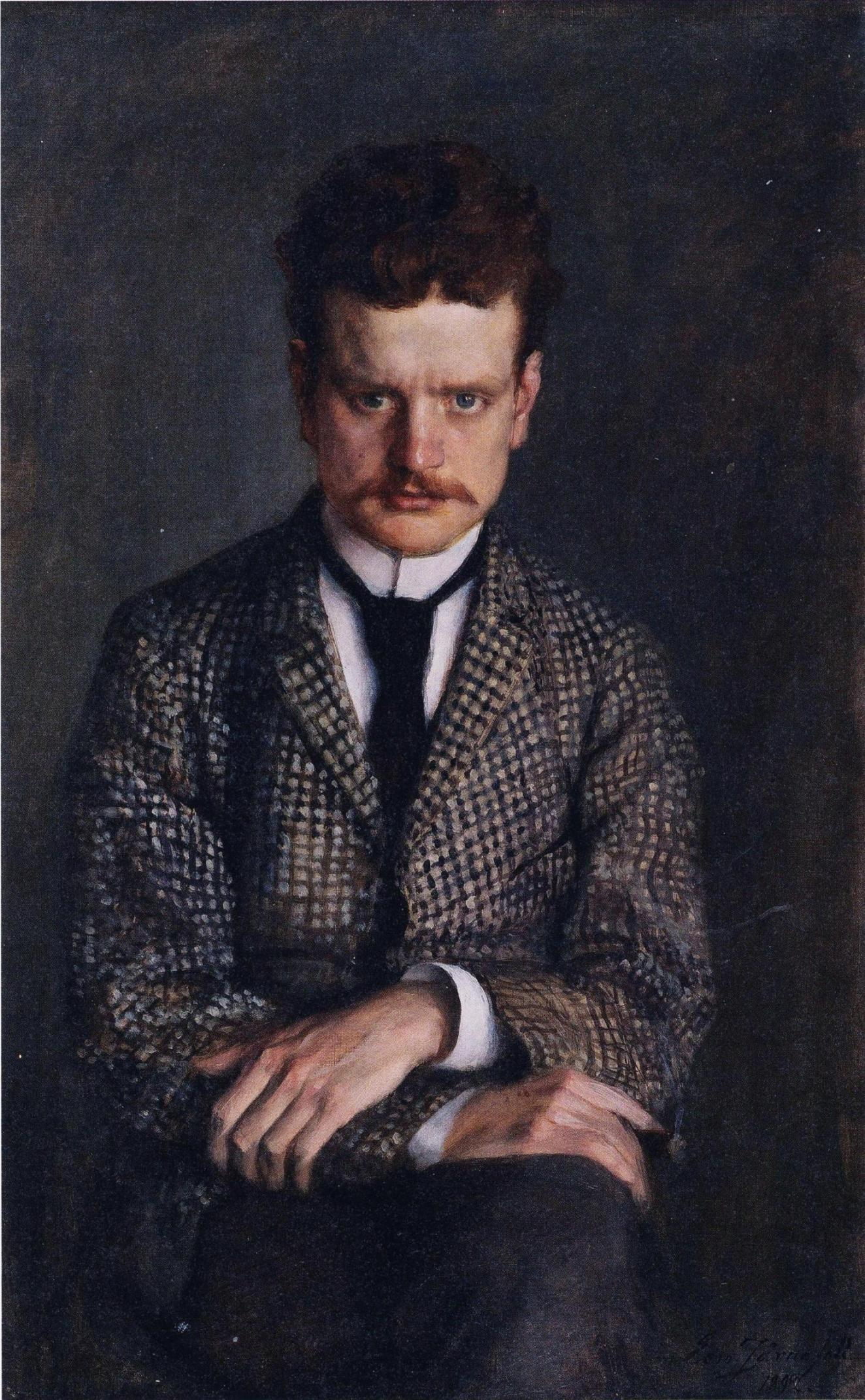
義兄エーロ・ヤルネフェルトによるシベリウスの肖像 1892年

この自己完結型の構造は交響曲の分野でシベリウスの第一の好敵手であったマーラーの交響曲の様式と著しい対照を成す。両作曲家の作品では主題の変奏が主要な役割を果たすが、マーラーの方法論では不連続で急激に変化して対比を生み出す主題が用いられたのに対し、シベリウスは主題要素を時間をかけて変化させるよう努めた。1907年11月にマーラーがフィンランドへの演奏旅行を引き受け、この2人の作曲家は連れ立って長い散歩に出ることができた。シベリウスは次のようにコメントを残している。
私は[その交響曲の]様式の厳格さと論理の深遠さが全てのモチーフの間に内的な結びつきを生み出していることを称賛した（中略）マーラーの意見はちょうど正反対であった。「いえ、交響曲というものは世界でなくてはならないのです。ありとあらゆるものを内包していなくてはなりません。」

### 交響曲

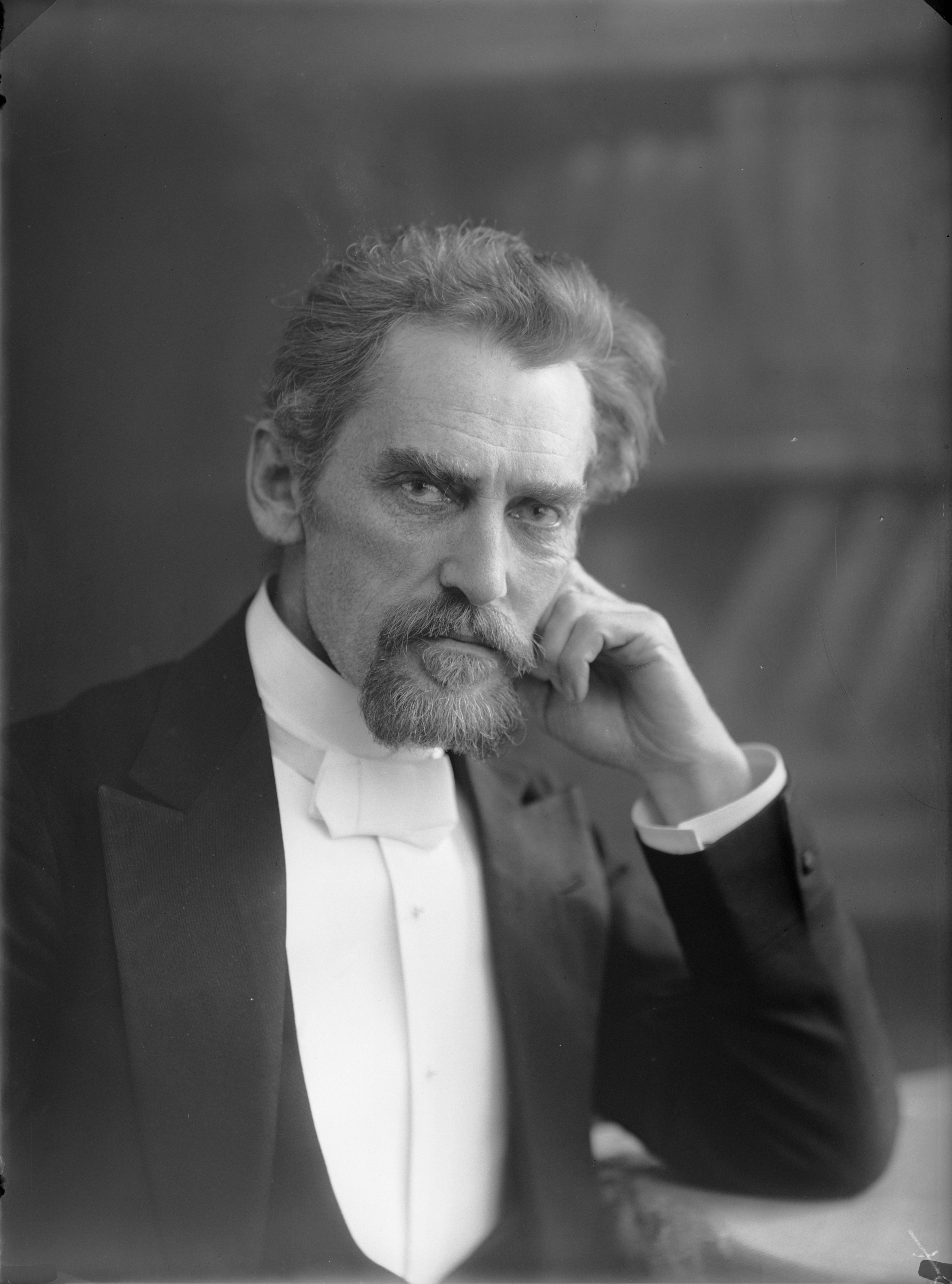
ヘルシンキ・フィルハーモニー管弦楽団の創設者であり首席指揮者であったロベルト・カヤヌス。シベリウスの交響曲の解釈で知られていた。

『クレルヴォ交響曲』を除いて、7曲の交響曲が1900年から1924年の間に作られている。初期（第1番、第2番）は当時の流行に沿ってチャイコフスキーやワーグナーの影響の下、大規模で後期ロマン派的な傾向を持つ作品が多いが、中・後期（第3番以降）には古典派や印象派の様式を取り入れ、より内省的で簡潔なスタイルへと移行した。1891年に作曲された『序曲 ホ長調』（JS 145）と『バレエの情景』（JS 163）は、当初は最初の交響曲（後の第1番とは別）の楽章として構想されたものであった。
シベリウスは1898年に交響曲第1番 ホ短調 作品39の作曲に取り掛かり、1899年の初頭、33歳でこれを完成させている。初演は1899年4月26日に作曲者自身の指揮によりヘルシンキ・フィルハーモニー管弦楽団の演奏で行われて好評を博した。この時に演奏されたオリジナル版は現存してない。初演後にシベリウスはいくつかの改訂を加えており、これが今日演奏される版となっている。改訂は1900年の春から夏にかけて完了し、1900年7月18日、ベルリンでロベルト・カヤヌス指揮、ヘルシンキ・フィルハーモニー管弦楽団の演奏によって初演された。この交響曲は控えめなティンパニを伴ったクラリネットの非常に独創的でやや侘しげな独奏で開始する。
シベリウスの交響曲の中で最も人気が高く録音機会の多い交響曲第2番は、1902年3月8日に作曲者自身の指揮によりヘルシンキ・フィルハーモニック協会の演奏で初演された。開始部の上昇形の和音が作品全体のモチーフとなっている。フィナーレにおける3音からなる英雄的な主題は、最初に登場した際は木管楽器で奏されていたものがここではトランペットにより奏でられる。ロシア帝国による抑圧下にあって曲はシベリウスの名声を国民的英雄にまで高めた。彼は初演後にいくつかの改訂を施しており、改訂版は1903年11月10日にストックホルムにおいてアルマス・ヤルネフェルトの指揮により初演された。
交響曲第3番は耳当たりがよく、大団円で終結するが、そうとは見せず簡素な響きを持った作品である。初演は1907年9月25日、作曲者自身の指揮の下、ヘルシンキ・フィルハーモニック協会の演奏で行われた。作品のはじめに出てくる和音にはフィンランドの民謡から採られた主題がある。アイノラへ移り住んだすぐ後に書かれたこの作品では、フィナーレの行進曲的な曲調へと発展していく表現方法が明瞭に示されており、先の2曲の交響曲とは際立った対比を成している。交響曲第4番は1911年4月3日、ヘルシンキにて作曲者の指揮、フィルハーモニア協会の演奏で初演された。曲が書かれた時期にシベリウスは喉からの腫瘍を除去するための数回の手術を経験していた。この曲の持つ凄味は禁酒の決意からくる反応と説明することも可能といえる。チェロ、コントラバス、ファゴットで開始するはじめの数小節では拍子に対して新たなアプローチが試みられている。その後はポー（Poe）の『The Raven』に付した憂鬱なスケッチに基づいて展開する。弱まっていくフィナーレは20年後にシベリウスが経験することになる沈黙の予感であるとも言いえる。同時代に一般的だった威勢の良いフィナーレとは対照的に、この作品は簡単に「重苦しく落ちる音」（leaden thud）により終結する。
交響曲第5番は1915年12月8日、シベリウスの50回目の誕生日にヘルシンキで作曲者自身により初演されて大絶賛を浴びた。今日最も一般的に演奏されるのは1919年に発表された、全3楽章からなる最終稿である。第5番はシベリウスの交響曲の中で唯一全曲を通して長調をとる。ホルンによる柔らかい冒頭部に開始した曲は、様々な主題を大きく変化を加えつつ交代で繰り返しつつ展開し、終楽章でトランペットが奏する賛歌へと発展していく。第5交響曲の時点で既にソナタ形式から離れる方向へと舵を切りはじめていたが、1923年に作曲者自身が初演した交響曲第6番ではさらに一層伝統的な規則を排することになった。エーリク・タヴァッシェルナは「[終楽章の]構造はよく知られた形式には従っていない」と述べている。ドリア旋法で書かれたこの曲には、第5交響曲の作曲中に着想を得た主題群や抒情的なヴァイオリン協奏曲に用いられる予定だった素材などが転用されている。純化された方法論を取るにあたって、シベリウスは第5交響曲の重厚な金管楽器に変えてフルートと弦楽器を使用し、カクテルではなく「春の水」を提供しようとしたのである。
交響曲第7番は交響曲の中では最後に出版された作品となった。1924年に完成されたこの作品は単一楽章形式であることが特筆される。「形式はまったく独創的でテンポの操作は緻密、調性の扱いは独特であり完全に有機的に発展する」と形容される。またこの作品は「シベリウスが作曲した最も優れた偉業」とも言われる。当初は『交響的幻想曲』と名付けられ、1924年3月にストックホルムでシベリウス自身の手で初演された。楽曲は彼が10年近く前にスケッチしていたアダージョの楽章に基づいている。弦楽器が主体となるが、トロンボーンによる特徴のある主題も聞かれる。

### 音詩・交響詩
7曲の交響曲とヴァイオリン協奏曲に次いでシベリウスの13曲の交響詩は彼の最も重要な管弦楽作品であり、リヒャルト・シュトラウスの交響詩に並んでリストが創始したジャンルを代表する最重要の作品群を形成している。全体としてみると交響詩の創作はシベリウスの芸術家としてのキャリア全般に及んでおり、彼がいかに自然とフィンランド神話、特に『カレワラ』に魅了されていたのかが窺い知れる。また、これらによって彼の作風が時とともに成熟していく様を余すことなくつぶさに知ることができる。なお、このジャンルにおけるシベリウスの作品は多くが「音詩」（Tondichtung）と題されており、明確に「交響詩」（Sinfonische Dichtung）と銘打ってあるものは最後の作品となった『タピオラ』のみである。
『エン・サガ』（「おとぎ話」の意）はシベリウス自身の指揮で1893年に初演された。この単一楽章の交響詩はアイスランドの神話的作品である『エッダ』から影響を受けている可能性も考えられるが、作曲者本人は単に「[自分の]心の状態の表出」であると語っている。弦楽器による夢見るような主題に始まると木管楽器、次いで金管楽器とヴィオラと発展していき、シベリウスのオーケストラ操作能力が示される。この作品は彼にとって初めての重要な管弦楽作品であり、ブゾーニの招きによりベルリンで自作を演奏することになった1902年に改訂されている。この時の成功に勇気づけられた彼はアイノに次のように書き送った。「私は熟達した『芸術家』として認められたよ。」
『森の精』は管弦楽のための単一楽章の交響詩で、スウェーデンの詩人ヴィクトル・リュードベリの同名の作品に霊感を受けて1894年に作曲された。初演は1895年4月にヘルシンキにてシベリウス自身の指揮で行われた。構成的には4つの部分に分けることが可能であり、それぞれが詩の4つの節に対応してそこに描かれた物語の雰囲気を想起させる。一つ目が英雄の活力、二つ目が熱狂的な行動、三つ目は官能的な愛、四つ目が癒すことのできない悲しみである。音楽自体は美しい仕上がりであるが、多くの批評家はシベリウスが題材とした物語の構造に「過度に依存」していると非難している。
『レンミンカイネン組曲』は1890年代初頭に書き上げられた。元々は神話に題材を採ったオペラ『船の建造』として、ワーグナーの楽劇に匹敵する規模の作品として構想された。しかしシベリウスは後に考えを改め、作品は4つの楽章から成る管弦楽作品となった。この組曲はフィンランドの民族叙事詩『カレワラ』の登場人物レンミンカイネンに基づいている。この作品は連作交響詩であると捉えることもできる。第2曲（発表時は第3曲）の『トゥオネラの白鳥』は単独でもしばしば演奏される。
『フィンランディア』は非常に愛国的な作品であり、シベリウスの全作品の中でもおそらく最も人口に膾炙した楽曲である。初演が行われたのは1899年11月で、当初は新聞の日を祝うための一連の作品のうちのひとつだった。改訂版は1900年7月に初演されている。現在の表題が出てきたのはさらに後のことで、最初はピアノ編曲版がそう呼ばれ、その後1901年にカヤヌスが管弦楽版を演奏した際に『フィンランディア』という名称を用いた。シベリウス自身は本来管弦楽曲であると強調していたが、特に賛歌としてのエピソードによりこの作品は合唱曲としても世界的な人気を獲得した。ついには作曲者自身も同意し1937年にフリーメイソンのために、1940年により一般的に使用できるよう賛歌として歌詞を加えることを認めた。愛国的な感情を呼び覚ますとされ、当時支配を受けていたロシア当局の弾圧を受けた結果、別名で演奏されたこともある。
『大洋の女神』は1913年から1914年にかけて作曲された単一楽章の交響詩である。表題はギリシア神話において地中海に住むとされるオーケアニスのことを指している。初演は1914年6月4日にアメリカ合衆国、コネチカット州のノーフォークで催されたノーフォーク室内楽音楽祭においてシベリウス自身の指揮によって行われた。初演の際に「これまで音楽で行われた中で海を想起させる最良のもの」と称賛されたこの作品は、厳格でない3つの部分で2つの主題が次第に展開されることによって進行する。第1の部分が穏やかな海、第2の部分が激しさを増す嵐、第3の部分が雷鳴のごとく打ち付ける波によるクライマックスである。嵐が静まり、最後の和音が海の巨大な力と限りない広がりを象徴するように響く。
『タピオラ』は最後の主要な管弦楽作品となった楽曲である。ウォルター・ダムロッシュによりニューヨーク・フィルハーモニック協会のためにとして委嘱され、同管弦楽団により1926年12月26日に初演された。曲は『カレワラ』に登場する精霊であるタピオに着想を得ている。アメリカの音楽評論家アレックス・ロスの言葉を引用すると、この作品は「シベリウスの最も厳しく、濃縮された音楽表現となった。」作曲家で伝記作家のセシル・グレイは一層強い調子で次のように断言している。「たとえシベリウスが他に何も作曲していなかったとしても、この作品ひとつのみで彼は史上最も偉大な巨匠のひとりに位置付けられただろう。」

### その他主要作品
『カレリア』はシベリウスの初期作品のひとつであり、ヴィープリの学生団体のために書かれ1893年11月13日に騒がしい聴衆へ向けて初演された。組曲版は11月23日の演奏会に序曲と3曲からなる形で登場し、作品11の『カレリア組曲』として出版された。この作品はシベリウスの楽曲でも指折りの人気作品であり続けている。
『悲しきワルツ』は元来、シベリウスの義理の兄にあたるアルヴィド・ヤルネフェルトによる1903年の戯曲『クオレマ』のために書かれた付随音楽だった。現在では独立した演奏会用作品としてより広く知られている。シベリウスは1903年12月2日の『クオレマ』上演のために6つの楽曲を作曲した。ワルツが使われるのは女性が死の床から起き上がり幽霊と踊る場面である。1904年、シベリウスは4月25日のヘルシンキでの演奏のために手直しを行っており、その際に曲は『悲しきワルツ』と銘打たれた。瞬く間に成功を収めた本作は単独でも取り上げられるようになり、今もなおシベリウスの代表作としての地位を保っている。
ヴァイオリン協奏曲 ニ短調はヴィクトル・ノヴァチェクの独奏で1904年2月8日に初演された。シベリウスが曲を完成させたのが初演間際であったためノヴァチェクは十分な練習時間を取ることができず、その結果初演は悲惨なものとなってしまった。大幅な改訂を経て、新たな版が1905年10月19日にリヒャルト・シュトラウスの指揮するベルリン王立宮廷楽団により初演されている。カレル・ハリーシュが管弦楽のコンサートマスターと独奏を兼務し、曲は大成功を収めた。以降徐々に人気を獲得したこの作品は、現在では20世紀に作曲されたヴァイオリン協奏曲の中でも有数の録音頻度を誇るまでになっている。
『クレルヴォ交響曲』もシベリウス初期作品のひとつで、合唱交響曲であるとされることも多いが交響詩風の5つの管弦楽曲から成る組曲とした方がより正確である。『カレワラ』の登場人物であるクッレルヴォを題材としている。初演は1892年4月28日、エミー・アクテとアブラハム・オヤンペラを独唱者に据え、シベリウス自身が設立間もないヘルシンキ管弦楽協会のオーケストラと合唱を指揮して行われた。この作品はシベリウスの生前には5回しか演奏されることがなかったが、1990年代以降は演奏会と録音の両面で人気の高まりを見せている。
シベリウスが生涯にわたって書き続けたピアノの小品は、近年評価が高まり、ピアノ学習者にとっても重要なレパートリーとなっている。

## フリーメイソン
ロシア統治下では禁止されていたフリーメイソンが復活を遂げると、シベリウスは1922年にスモイ・ロッジ1番の創立メンバーとなり、後にフィンランドのグランド・ロッジのグランド・オルガニストとなっている。1927年にはフィンランドで用いられる儀式用音楽（作品113）を作曲しており、1946年にも2曲を加えている。1948年の儀式用音楽の改訂新版は彼の最後の作品のひとつである。

## 自然
シベリウスは自然を愛し、フィンランドの風景はしばしば彼の音楽の題材となった。彼は自らの交響曲第6番について「[曲は]いつも私に初雪のにおいを思い出させる」と語っていた。アイノラを囲む森が彼に『タピオラ』の霊感を与えたと言われることも多い。彼の伝記作家であるタヴァッシェルナは、シベリウスの自然との結びつきについて次のように記している。
北欧の基準で考えたとしても、シベリウスは自然がもたらす空気と四季の変化に対して例外的な熱意でもって応じていた。彼は双眼鏡を手に湖の氷の上を渡るガンを眺め、ツルの金切り声に耳を傾け、アイノラのすぐ下の湿地からこだましてくるシギの鳴き声を聞いていた。春の花を余すところなく味わうのは秋のにおいと色使いに対しても同じだった。

## 評価

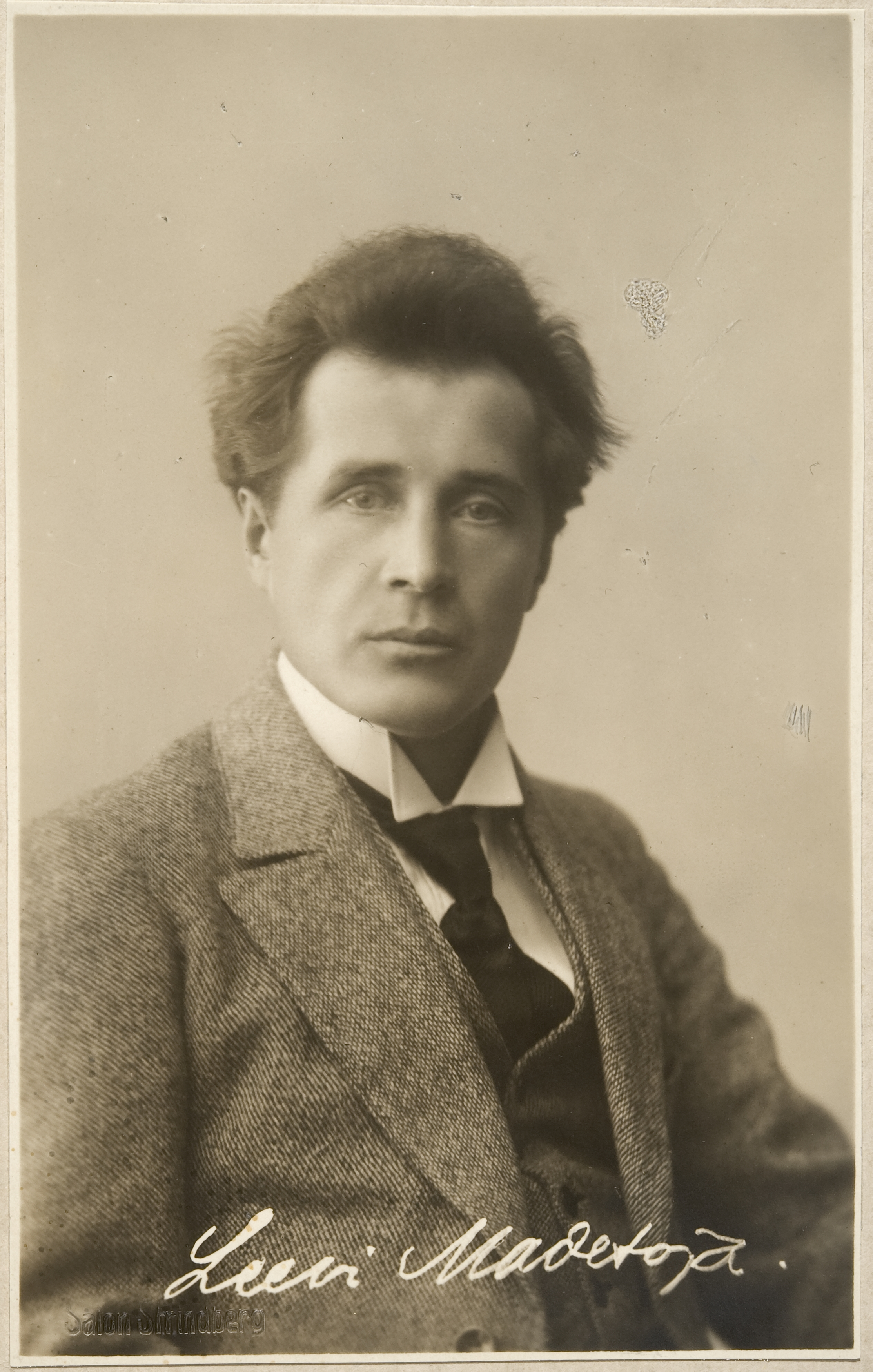
シベリウスの高弟、批評家で師の作品を擁護したレーヴィ・マデトヤ

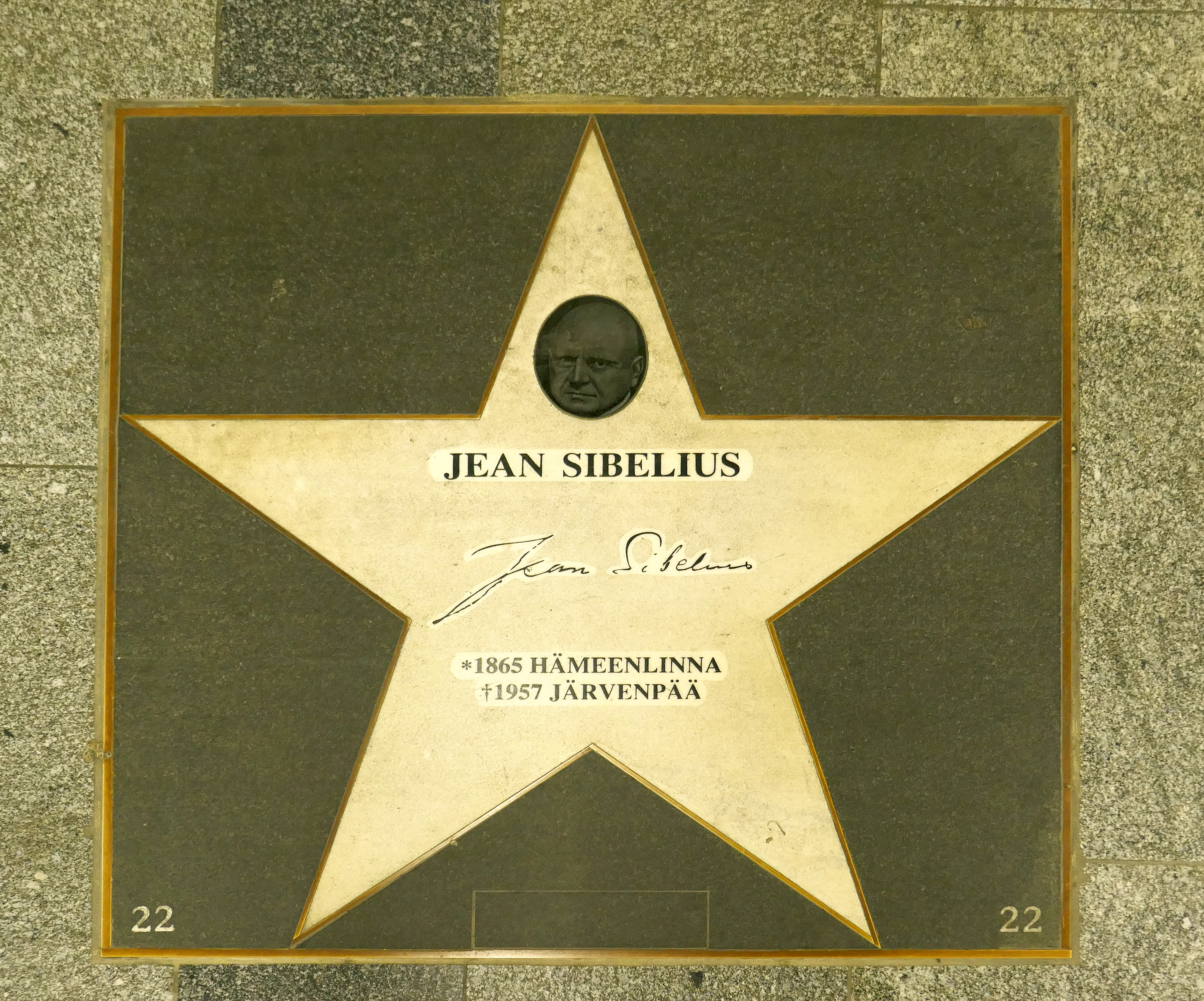
ウィーン、ムジーク・マイレのシベリウスの星板。

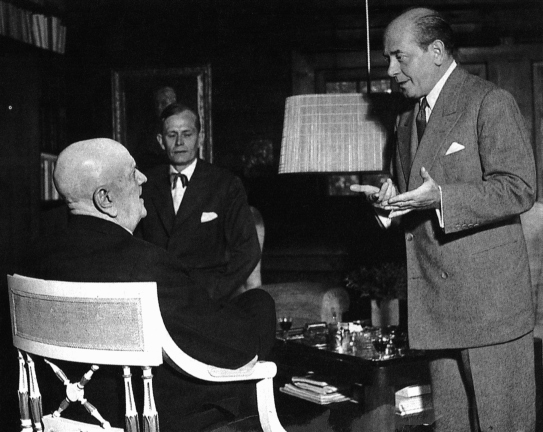
シベリウス（左後ろ向き）と歓談するユージン・オーマンディ（右）（1951年）

シベリウスは英語圏並びに北欧の国々において交響曲作曲家と音楽界に多大な影響を与えた。フィンランドの交響曲作曲家であったレーヴィ・マデトヤはシベリウスの弟子だった。イギリスではレイフ・ヴォーン・ウィリアムズが交響曲第5番、アーノルド・バックスも交響曲第5番と両名がともに交響曲第5番をシベリウスに献呈している。さらに、『タピオラ』の影響はバックスの交響曲第6番とアーネスト・ジョン・モーランの交響曲に色濃く表れている。またウィリアム・ウォルトンの交響曲第1番からもシベリウスの作曲法の影響が強く感じられる。これらやその他のイギリスの交響的作品が作曲されていた1930年代にはシベリウスの音楽は大流行しており、その裏にはトーマス・ビーチャムやジョン・バルビローリらのような指揮者による演奏会と録音の両面からの下支えがあった。ウォルトンの友人の作曲家コンスタント・ランバートはシベリウスが「頭の中で交響曲形式という意味で自然に思考できるベートーヴェン以来はじめての偉大な作曲家」であると言い切っていた。それ以前にもグランヴィル・バントックがシベリウスを擁護している。さらに最近では、ロバート・シンプソンが擁護した作曲家の中にシベリウスも入っていた。マルコム・アーノルドはシベリウスからの影響を認めており、アーサー・バターワースはシベリウスの音楽が自作の着想の源であると看做していた。セシル・グレイはシベリウスを「ベートーヴェン以後最大のシンフォニスト」であると呼び、交響曲第4番について「無駄な音符が一つもない」と最大の賛辞を寄せた。
ユージン・オーマンディと、貢献度は下がるがフィラデルフィア管弦楽団で彼の前任者だったレオポルド・ストコフスキーは、シベリウスの作品を頻繁にプログラムに取り入れることによってその音楽がアメリカの聴衆へ届けられることを助けた。オーマンディはシベリウスと生涯を通じた親交を築いている。後半生においてシベリウスはアメリカの評論家オーリン・ダウンズからも擁護されており、ダウンズはシベリウスの伝記も著している。
テオドール・アドルノは1938年に発表した批判的論評において、次のような非難を行ったことで悪名高い。「もしシベリウスがよいというのであれば、バッハからシェーンベルクまで連綿と受け継がれた音楽の特質は無効化されてしまうだろう。それは内的な繋がりの豊かさ、アーティキュレーション、多様性の中にある統一性、『単一性』の中にある『多面性』である。」アドルノは当時『ニューヨーク・ヘラルド・トリビューン』紙の音楽評論家を務めていたヴァージル・トムソンに自らの論評を送付している。トムソン自身もシベリウスに批判的であったにもかかわらず、彼は論評の情緒面に同意しつつもアドルノに対して「その論調がシベリウスに対してではない[アドルノへの]敵対心の方をより多く生み出し[た]」と明言している。その後、この両者と指揮者のルネ・レイボヴィッツは1955年の小冊子の表題でシベリウスを「世界最低の作曲家」と書きすらした。
シベリウスが評論家から称賛と怒りの両方を集めた理由のひとつには、彼が7曲の交響曲の各々において独特の個性的な方法によって形式、調性そして構造に関する基礎的な問題に挑んだということがあるのだろう。彼の交響曲（及び調性）の創造は新奇なものであったが故に、音楽は異なる道を辿っていくべきだと考える者もいたのである。批判に対する彼の反応はそっけないものだった。「評論家の言うことに耳を貸してはならない。これまで評論家の彫像が建てられたことなどないのだから。」

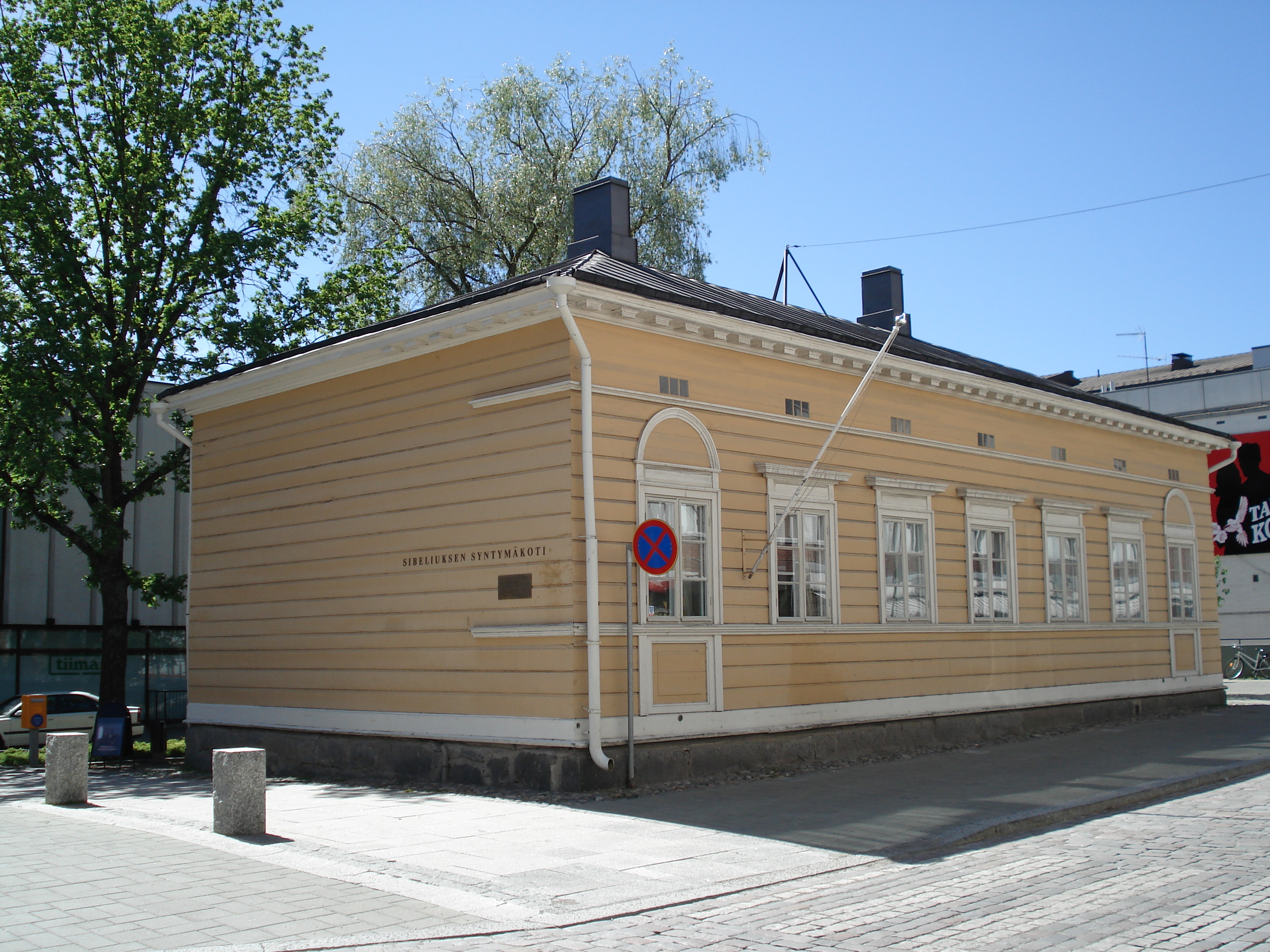
ハメーンリンナにあるシベリウスの生家。

20世紀の終わり数十年までくると、シベリウスは一層好意的に取られられるようになってきた。作家のミラン・クンデラによるとシベリウスの取り組み方は状況の絶え間ない進展の外部に立脚した「アンチモダンなモダニズム」のそれであるという。1990年には作曲家のシア・マスグレイヴはヘルシンキ・フィルハーモニック管弦楽団からシベリウスの生誕125周年を記念した作品の委嘱を受け、書き上げられた『Song of the Enchanter』が1991年2月14日に初演された。1984年、アメリカの前衛作曲家モートン・フェルドマンはドイツのダルムシュタットで行った講義の中で「皆さんが急進的だと考える人物は実のところ保守的だということもあるかもしれませんし - 皆さんが保守的だと考える人物が実のところ急進的だということもあるかもしれません」と語ったところでシベリウスの第5交響曲を鼻歌で歌い始めた。
ピューリッツァー賞を受賞した音楽評論家のティム・ペイジは1996年、次のように書いている。「シベリウスについてすぐさま言わねばならないことが2つある。ひとつは彼がひどく不均衡だということ（彼の室内楽曲、多数の歌曲、そして大量のピアノ音楽の多くが19世紀の二流のサロン作曲家に混ざる形で、午後の時間に時折演奏される程度だったのではなかろうか）。もうひとつは、最良の状態にあっても彼はしばしば奇妙であるということだ。」シベリウスのピアノ音楽に対するペイジの査定を埋め合わせするのはピアニストのレイフ・オヴェ・アンスネスである。彼はこの作品群の出来がまちまちであることを認めつつも、批評の対象とされないことが常態化している現状は不当であると考えている。一部のピアノ作品を選んで演奏した際に彼が気付くのは、聴衆が「有名作曲家にこれほどまでに美しく、理解しやすいにもかかわらず知られていない音楽があろうとは、と驚く」ことである。
2015年12月8日のシベリウス生誕150周年に合わせ、ヘルシンキ・ミュージック・センターは図解と語りによる『シベリウス・フィンランド・エクスペリエンス・ショー』を2015年の夏季に毎日開催することを計画した。企画は2016年、2017年にも延長開催となった。12月8日当日にはヨン・ストルゴールズ指揮、ヘルシンキ・フィルハーモニック管弦楽団の演奏で『エン・サガ』、『ルオンノタル』と交響曲第7番を取り上げた記念演奏会が開催された。
日本においては菅野浩和が1967年に『シベリウス -生涯と作品-』（音楽之友社）を上梓している。1986年には、H.I.ランピラの『シベリウスの生涯』（稲垣美晴訳、筑摩書房）が訳出されている。1984年には日本シベリウス協会が発足し、渡邉暁雄が初代会長を務めた。2015年には、神部智が『シベリウスの交響詩とその時代　神話と音楽をめぐる作曲家の冒険』（音楽之友社）を出版。また2017年、神部智の執筆による『作曲家・人と作品　シベリウス』（音楽之友社）が第30回ミュージック・ペンクラブ音楽賞（研究・評論部門賞）を受賞している。

## 遺されたもの
1972年、存命のシベリウスの娘たちがアイノラをフィンランド政府へと売却した。教育省とフィンランド・シベリウス協会が1974年から施設を博物館として公開している。フィンランド100マルッカ紙幣には、2002年のユーロ導入までシベリウスの肖像が描かれていた。2011年からはフィンランドでは彼の誕生日である12月8日を旗の日として祝っており、この日は「フィンランド音楽の日」としても知られている。生誕150周年にあたる2015年にはヘルシンキ市内を中心に数多くの特別演奏会や行事が行われた。
1965年の第1回から年ごとに開催されているシベリウス国際ヴァイオリン・コンクール、1967年に除幕されたヘルシンキのシベリウス公園のシベリウス・モニュメント、1968年に開館を迎えたトゥルクのシベリウス博物館、2000年のこけら落としとなったラハティのシベリウス・ホールは全てシベリウスを記念して名付けられたものである。小惑星シベリウスも同様である。
シベリウスは1909年から1944年にかけて日記を付けており、2005年に遺族から未省略での出版の許可が出された。そこでファビアン・ダールストレムが編集を行い、同年にスウェーデン語版が出版されている。またシベリウス生誕150周年の記念として、2015年にはフィンランド語でも日記の全編が出版されている。シベリウスの書簡集についても、数巻分が編集されてスウェーデン語、フィンランド語、英語にて出版されている。
フィンランド語でエーリク・タヴァッシェルナが著した3巻からなる評伝があり、ロバート・レイトンにより英訳もされている。